# يونيو 2014
يونيو 2014 هو الشهر السادس من عام 2014، بدأ يوم الأحد، وأنتهى يوم الأثنين، وأمتد لثلاثين يومًا.

## بوابة:أحداث جارية
| \| 1 يونيو 2014 (الأحد) \| عدل \| تاريخ \| راقب \| تصفح \|                                                     |     |       |      |      |
| نزاعات مسلحة وهجمات - مقتل أكثر من 40 شخصًا في تفجيرين استهدفا ملعب كرة قدم في موبي شمال شرق نيجيريا. (الجزيرة) |     |       |      |      |
| 1 يونيو 2014 (الأحد)                                                                                           | عدل | تاريخ | راقب | تصفح |

| \| 2 يونيو 2014 (الإثنين) \| عدل \| تاريخ \| راقب \| تصفح \| |     |       |      |      |
| نزاعات مسلحة وهجمات - قوات حرس الحدود الإسرائيلية تقتل شابًا فلسطينيًا في الضفة الغربية، قالت القوات أنه فتح النار عليهم وأصاب أحد أفرادهم. (سكاي نيوز عربية) سياسة وانتخابات - حكومة الوفاق الوطني الفلسطيني برئاسة رامي الحمد الله تؤدي اليمين الدستورية. (روسيا اليوم) |     |       |      |      |
| 2 يونيو 2014 (الإثنين) | عدل | تاريخ | راقب | تصفح |

| \| 3 يونيو 2014 (الثلاثاء) \| عدل \| تاريخ \| راقب \| تصفح \|                                                                                   |     |       |      |      |
| سياسة وانتخابات - إعلان النتائج الرسمية للانتخابات الرئاسية المصرية، أُعلن حصول عبد الفتاح السيسي على 96.9% وحمدين صباحي على 3.1%. (دويتشه فيله) |     |       |      |      |
| 3 يونيو 2014 (الثلاثاء) | عدل | تاريخ | راقب | تصفح |

| \| 4 يونيو 2014 (الأربعاء) \| عدل \| تاريخ \| راقب \| تصفح \| |     |       |      |      |
| نزاعات مسلحة وهجمات - نشطاء فسلطينيون يغلقون مكتب الأمم المتحدة في رام الله بالضفة الغربية، وعلل النشطاء فعلهم بتقاعس الأمم المتحدة عن حماية الأسرى والمعتقلين السياسيين الفلسطينيين في سجون إسرائيل. (الجزيرة) علاقات دولية - البنتاغون يعلن أنه في نهاية أبريل الماضي قامت مقاتلة روسية من طراز سو-27 بالتحليق على مقربة 30 مترًا من طائرة استطلاع أمريكية طراز آر سي-135 وذلك فوق المياه الدولية الفاصلة بين روسيا واليابان، اعتبرت هذه المناورة الأخطر منذ عقود بين القوتين العظمتين. (روسيا اليوم - بي بي سي العربية) سياسة وانتخابات - الرئيس السوري بشار الأسد يحصل على 88.7% من أصوات الناخبين في الانتخابات الرئاسية السورية، وذلك وفقًا لرئيس مجلس الشعب السوري. (بي بي سي العربية) |     |       |      |      |
| 4 يونيو 2014 (الأربعاء) | عدل | تاريخ | راقب | تصفح |

| \| 5 يونيو 2014 (الخميس) \| عدل \| تاريخ \| راقب \| تصفح \| |     |       |      |      |
| نزاعات مسلحة وهجمات - هجوم لجماعة مسلحة، يعتقد أنها تابعة لبوكو حرام، في مايدوغوري شمالي شرق نيجيريا، وقُتل في الهجوم 45 شخصًا. (الحياة) - هجوم للقاعدة على نقطة تفتيش تابعة للجيش اليمني في منطقة بيهان جنوب شبوة، ما أدى إلى مقتل 14 شخصًا. (سي إن إن العربية) |     |       |      |      |
| 5 يونيو 2014 (الخميس) | عدل | تاريخ | راقب | تصفح |

| \| 6 يونيو 2014 (الجمعة) \| عدل \| تاريخ \| راقب \| تصفح \| |     |       |      |      |
| نزاعات مسلحة وهجمات - نجاة المرشح الرئاسي عبد الله عبد الله من محاولة اغتيال بتفجير استهدف موكبه قبل أيام من بدء الجولة الثانية من الانتخابات التي ينافسه فيها أشرف غني. (فرنسا 24) |     |       |      |      |
| 6 يونيو 2014 (الجمعة) | عدل | تاريخ | راقب | تصفح |

| \| 7 يونيو 2014 (السبت) \| عدل \| تاريخ \| راقب \| تصفح \| |     |       |      |      |
| نزاعات مسلحة وهجمات - مسلحون تابعون لتنظيم الدولة الإسلامية في العراق والشام يحتلون جامعة الأنبار ويحتجزون مئات الطلبة والأساتذة. (رويترز العربية) - مقتل أكثر 60 شخصًا في 12 تفجيرًا في أنحاء متفرقة من العراق. (دويتشه فيله) - مقتل 30 شخصًا على الأقل في كنيسة في إقليم ساوث كيفو في جمهورية الكونغو الديمقراطية، (بي بي سي العربية) سياسة وانتخابات - رئيس الإمارات العربية المتحدة خليفة بن زايد آل نهيان يقر قانون التنجيد الإجباري للرجال الإمارتيين. (الجزيرة) رياضة - بطلة التنس الروسية ماريا شارابوفا تتغلب على الرومانية سيلينا حاليب في نهائي بطولة فرنسا المفتوحة. (فرنسا 24) |     |       |      |      |
| 7 يونيو 2014 (السبت) | عدل | تاريخ | راقب | تصفح |

| \| 8 يونيو 2014 (الأحد) \| عدل \| تاريخ \| راقب \| تصفح \| |     |       |      |      |
| علاقات دولية - البابا فرنسيس يدعو الرئيسين الفلسطيني محمود عباس والإسرائيلي شمعون بيريز إلى التحلي بالشجاعة من أجل تحقيق السلام وذلك في صلاة مشتركة في الفاتيكان. (الجزيرة) سياسة وانتخابات - عبد الفتاح السيسي يؤدي اليمين الدستورية في المحكمة الدستورية العليا ليصبح رئيسًا لجمهورية مصر العربية. (بي بي سي العربية) |     |       |      |      |
| 8 يونيو 2014 (الأحد) | عدل | تاريخ | راقب | تصفح |

| \| 9 يونيو 2014 (الإثنين) \| عدل \| تاريخ \| راقب \| تصفح \| |     |       |      |      |
| القانون والجريمة - محكمة روسية تحكم بالسجن مدى الحياة لمخطط ومنفذ اغتيال الصحفية الروسية آنا بوليتكوفسكايا، وأحكام بالسجن لما بين 12 و20 عامًا لثلاثة متواطئين مع المخطط والمنفذ. (فرنسا 24) |     |       |      |      |
| 9 يونيو 2014 (الإثنين) | عدل | تاريخ | راقب | تصفح |

| \| 10 يونيو 2014 (الثلاثاء) \| عدل \| تاريخ \| راقب \| تصفح \| |     |       |      |      |
| نزاعات مسلحة وهجمات - مسلحون قبليون يخربون خطوط نقل الطاقة الكهربية بين منطقتي جهم وجدعان ما أدى إلى انقطاع التيار في كامل محافظات اليمن. (الأخبار) سياسة وانتخابات - الكنيست الإسرائيلي ينتخب ريوفين ريفلين رئيسًا جديدًا لدولة إسرائيل، ليصبح عاشر رئيس للدولة. (سكاي نيوز العربية) - ممثل جماعة الإخوان المسلمين السورية يقدم استقالته من الائتلاف الوطني لقوى الثورة والمعارضة السورية؛ وذلك بسبب إرسال رئيس الائتلاف أحمد الجربا خطاب تهنئة لعبد الفتاح السيسي لتوليه رئاسة مصر. (الجزيرة) |     |       |      |      |
| 10 يونيو 2014 (الثلاثاء) | عدل | تاريخ | راقب | تصفح |

| \| 11 يونيو 2014 (الأربعاء) \| عدل \| تاريخ \| راقب \| تصفح \| |     |       |      |      |
| نزاعات مسلحة وهجمات - الطيران الحربي الإسرائيلي يشن غارة جوية أدت إلى مقتل أحد عناصر السلفية الجهادية في قطاع غزة وإصابة شخصين آخرين أحدهما طفل، وذلك بعد إطلاق صاورخ من غزة على إسرائيل. (القدس) القانون والجريمة - محكمة مصرية تحكم غيابيًا على الناشط السياسي علاء عبد الفتاح بالسجن 15 عامًا؛ بدعوى المشاركة في مظاهرة غير قانونية. (الجزيرة) |     |       |      |      |
| 11 يونيو 2014 (الأربعاء) | عدل | تاريخ | راقب | تصفح |

| \| 12 يونيو 2014 (الخميس) \| عدل \| تاريخ \| راقب \| تصفح \| |     |       |      |      |
| تزاعات مسلحة وهجمات - النائب العام الفلسطيني يعلن أن تشريح جثمان الشاب الفلسطيني الذي قتلته شرطة حدود إسرائيل في 15 مايو الفائت أظهر أن رصاصة حية أدت إلى مقتله. (بي بي سي العربية) - قوات البشمركة الكردية تسيطر على مدينة كركوك العراقية بعد انسحاب الجيش العراقي من مواقعه على حدود المدينة. (سكاي نيوز عربية) - مقتل 10 أشخاص على الأقل في غارة يشتبه أنها لطائرة أمريكية من دون طيار على منطقة وزيرستان شمال باكستان. (الجزيرة) - وزير الداخلية الأوكراني يعلن أن مدرعات روسية بينها 3 دبابات قد تجاوزت إلى الحدود الأوكرانية، وأن الجيش الأوكراني اشتبك معها. (عربي 21) رياضة - افتتاح كأس العالم في البرازيل بحفل الافتتاح ملعب ماراكانا، ومباراة للمجموعة الأولى بين المنتخبين البرازيلي والكرواتي انتهت بفوز البرازيل 3-1. (رويترز العربية) |     |       |      |      |
| 12 يونيو 2014 (الخميس) | عدل | تاريخ | راقب | تصفح |

| \| 13 يونيو 2014 (الجمعة) \| عدل \| تاريخ \| راقب \| تصفح \| |     |       |      |      |
| نزاعات مسلحة وهجمات - وزير الشؤون الداخلية الأوكراني أرسين أفاكوف يعلن أن القوات الأوكرانية استعادت السيطرة على مدينة ماريوبول الساحلية. (يورونيوز) - ممثل المرجع الشيعي الأعلى علي السيستاني يدعو المواطنين العراقيين إلى التطوع لقتال "الإرهابيين" إلى جانب الجيش العراقي، وذلك بعد سيطرة تنظيم الدولة الإسلامية في العراق والشام على الموصل ثاني أكبر مدن العراق. (إيلاف) سياسة وانتخابات - المجلس العسكري الحاكم في تايلاند يعلن رفع حظر التجول المفروض على كافة أنحاء البلاد. (رويترز العربية) |     |       |      |      |
| 13 يونيو 2014 (الجمعة) | عدل | تاريخ | راقب | تصفح |

| \| 14 يونيو 2014 (السبت) \| عدل \| تاريخ \| راقب \| تصفح \| |     |       |      |      |
| نزاعات مسلحة وهجمات - انفصاليون موالون لروسيا يسقطون طائرة عسكرية أوكرانية من طراز إليوشن إي أل-76، مما أدى إلى مقتل 49 شخصًا، والرئيس الأوكراني يتوعد الانفصاليين بـ"رد ملائم". (الاقتصادية) - أوباما يقول أن داعش خطر على العراق، وتمثل تهديدًا للمصالح الأمريكية، وينفي إرسال قوات أمريكية لتنفيذ عملية برية في العراق. (بي بي سي عربي) علاقات دولية - انعقاد مؤتمر قمة لمجموعة 77 في بوليفيا بحضور عدد من رؤساء دول أمريكا اللاتينية. (إيلاف) سياسة وانتخابات - الناخبون الأفغان يصوتون في الجولة الثانية من الانتخابات الرئاسية التي يتنافس فيها عبد الله عبد الله وأشرف غني. (روسيا اليوم) |     |       |      |      |
| 14 يونيو 2014 (السبت) | عدل | تاريخ | راقب | تصفح |

| \| 15 يونيو 2014 (الأحد) \| عدل \| تاريخ \| راقب \| تصفح \| |     |       |      |      |
| نزاعات مسلحة وهجمات - التلفزيون السوري يقول أن الجيش السوري استعاد السيطرة على مدينة كسب، والمرصد السوري لحقوق الإنسان ينفي سيطرتهم عليها بالكامل. (بي بي سي عربي) - الإبراهيمي: حرب العراق سببها جمود المجتمع الدولي إزاء الأزمة السورية منذ أكثر من ثلاثة أعوام. (العربية نت) سياسة وانتخابات - السلطات السودانية تطلق سراح الزعيم المعارض الصادق المهدي بعد نحو شهر من اعتقاله. (رويترز العربية) رياضة - دول الخليج تدافع عن قطر، وتنتقد من وصفتهم بـ"الحاقدين" على تنظيمها المونديال. (فرانس 24) |     |       |      |      |
| 15 يونيو 2014 (الأحد) | عدل | تاريخ | راقب | تصفح |

| \| 16 يونيو 2014 (الإثنين) \| عدل \| تاريخ \| راقب \| تصفح \| |     |       |      |      |
| نزاعات مسلحة وهجمات - المملكة العربية السعودية ترفض أي تدخل عسكري أجنبي في العراق، وتطالب بحكومة وفاق (إيلاف) رياضة - مايكل شوماخر يفيق من غيبوبته التي استمرت 4 أشهر، ويغادر المستشفى (الرأي) |     |       |      |      |
| 16 يونيو 2014 (الإثنين) | عدل | تاريخ | راقب | تصفح |

| \| 17 يونيو 2014 (الثلاثاء) \| عدل \| تاريخ \| راقب \| تصفح \| |     |       |      |      |
| علاقات دولية - وزير الخارجية البريطاني ويليام هيغ يعلن أن بلاده قررت إعادة فتح سفارتها في إيران بعد إغلاق استمر عامين. (بي بي سي العربية) - الاتحاد الإفريقي يقرر رفع تعليق عضوية مصر، التي عُلقت عضويتها بعد انقلاب 2013. (فرنسا 24) |     |       |      |      |
| 17 يونيو 2014 (الثلاثاء) | عدل | تاريخ | راقب | تصفح |

| \| 18 يونيو 2014 (الأربعاء) \| عدل \| تاريخ \| راقب \| تصفح \| |     |       |      |      |
| نزاعات مسلحة وهجمات - مسلحو الدولة الإسلامية في العراق والشام يحاصرون مصفاة بيجي النفطية التي تورد نصف حاجة العراق من المشتقات النفطية. (الأخبار) - الرئيس الأوكراني بترو بوروشنكو يعلن وقفًا لإطلاق النار من جانب واحد ويدعو الانفصاليين الموالين لروسيا لإلقاء السلاح. (الجزيرة) القانون والجريمة - محكمة تركية تحكم بالسجن المؤبد على قائدي انقلاب 1980، عدنان إفرين وتحسين شاهين كايا. (عربي 21) |     |       |      |      |
| 18 يونيو 2014 (الأربعاء) | عدل | تاريخ | راقب | تصفح |

| \| 19 يونيو 2014 (الخميس) \| عدل \| تاريخ \| راقب \| تصفح \| |     |       |      |      |
| سياسة وانتخابات - الأمير فيليب، الابن الأكبر للملك خوان كارلوس الأول، يتسلم العرش الإسباني تحت اسم فيليب السادس. (القبس) القانون والجريمة - قرار من المحكمة الدستورية التركية بإعادة محاكمة المتهمين في قضية المطرقة، بحجة حدوث خروقات في إجراءات الاستماع للتهمين وجمع الأدلة. (يني شفق العربية) |     |       |      |      |
| 19 يونيو 2014 (الخميس) | عدل | تاريخ | راقب | تصفح |

| \| 20 يونيو 2014 (الجمعة) \| عدل \| تاريخ \| راقب \| تصفح \| |     |       |      |      |
| نزاعات مسلحة وهجمات - مقتل فتى فلسطيني برصاص الجيش الإسرائيلي أثناء مواجهات بعد أن قام الجيش باقتحام بلدة دورا في الخليل بالضفة الغربية. (إيلاف) (قدس برس) - قتيلان ونحو 32 جريحًا في تفجير انتحاري استهدف نقطة تفتيش لقوى الأمن الداخلي على الطريق الجبلي العام الرابط بين بيروت ودمشق. (الشرق الأوسط) - المتحدث باسم وزارة الدفاع الأمريكية يعلن أن إيران أرسلت عددًا قليلًا من عناصرها الاستخباراتية إلى العراق لدعم الحكومة. (بي بي سي العربية) سياسة وانتخابات - مقتل 3 أشخاص أثناء تفريق قوات الأمن المصرية لمظاهرات رافضة للانقلاب العسكري. (الجزيرة) حوادث وكوارث - مقتل 11 شخصًا بعد سيول جارفة في بلغاريا، وقع 9 من القتلى في مدينة فارنا على البحر الأسود. (الحياة) |     |       |      |      |
| 20 يونيو 2014 (الجمعة) | عدل | تاريخ | راقب | تصفح |

| \| 21 يونيو 2014 (السبت) \| عدل \| تاريخ \| راقب \| تصفح \| |     |       |      |      |
| القانون والجريمة - محكمة مصرية تقضي بإعدام 183 متهما من بينهم محمد بديع، والمؤبد لـ 4 آخرين في القضية المعروفة إعلاميا بـ"أحداث العدوة". (اليوم السابع) - منظمة العفو الدولية تطالب بإلغاء أحكام الإعدام الصادرة بحق إخوان المنيا. (اليوم السابع) |     |       |      |      |
| 21 يونيو 2014 (السبت) | عدل | تاريخ | راقب | تصفح |

| \| 22 يونيو 2014 (الأحد) \| عدل \| تاريخ \| راقب \| تصفح \|                                                                |     |       |      |      |
| نزاعات مسلحة وهجمات - مقتل ثلاثة شبان فلسطينيين برصاص الجيش الإسرائيلي أثناء اقتحام الجيش لمدن في الضفة الغربية. (الجزيرة) |     |       |      |      |
| 22 يونيو 2014 (الأحد) | عدل | تاريخ | راقب | تصفح |

| \| 23 يونيو 2014 (الإثنين) \| عدل \| تاريخ \| راقب \| تصفح \| |     |       |      |      |
| نزاعات مسلحة وهجمات - المعبر الرسمي بين العراق والأردن تحت سيطرة العشائر، بعد انسحاب الجيش العراقي من المنطقة عقب اشتباكات مع متشددين مسلحين. (العربية) - القوات الجوية الإسرائيلية تنفذ عددًا من الغارات على مواقع عسكرية سورية في الجولان، وذلك بعد مقتل شاب عربي إسرائيلي بمقذوف سوري. (الشرق الأوسط) - سوريا تسلم آخر شحنة من مخزون أسلحتها الكيميائية المعلن إلى منظمة حظر الأسلحة الكيميائية. (اليوم) القانون والجريمة - محكمة مصرية تحكم بالسجن على ثلاثة صحفيين من الجزيرة؛ وذلك لنشرهم "أكاذيب" تساعد "جماعة إرهابية" (الإخوان المسلمين). (الحياة) |     |       |      |      |
| 23 يونيو 2014 (الإثنين) | عدل | تاريخ | راقب | تصفح |

| \| 24 يونيو 2014 (الثلاثاء) \| عدل \| تاريخ \| راقب \| تصفح \| |     |       |      |      |
| نزاعات مسلحة وهجمات - ثوار العشائر في العراق يسيطرون على مصفاة بيجي بشكل كامل. (المسلم) - مقتل أكثر من ألف شخص بالعراق في غضون 17 يوماً. (العربية) - تفجير انتحاري يستهدف حاجزًا للجيش في بيروت يفضي إلى مقتل منفذه وجرح ما لا يقل عن 19 شخصًا. (العرب اليوم) |     |       |      |      |
| 24 يونيو 2014 (الثلاثاء) | عدل | تاريخ | راقب | تصفح |

| \| 25 يونيو 2014 (الأربعاء) \| عدل \| تاريخ \| راقب \| تصفح \| |     |       |      |      |
| نزاعات مسلحة وهجمات - تفجير قنبلة في سوق تجاري بالعاصمة النيجيرية أبوجا، ما أدى إلى مقتل 21 شخصًا وإصابة 52 آخرين؛ ولم تعلن أية جهة مسؤوليتها عن الهجوم. (بي بي سي العربية) علاقات دولية - الرئيس المصري عبد الفتاح السيسي يزور الجزائر بدعوة من الرئيس الجزائري عبد العزيز بوتفليقة، وهي أول زيارة خارجية له. (فرنسا 24) |     |       |      |      |
| 25 يونيو 2014 (الأربعاء) | عدل | تاريخ | راقب | تصفح |

| \| 26 يونيو 2014 (الخميس) \| عدل \| تاريخ \| راقب \| تصفح \| |     |       |      |      |
| نزاعات مسلحة وهجمات - رئيس الوزراء العراقي نوري المالكي يعلن أن مقاتلات سورية قذفت مسلحين في العراق، وقال في بيان ل"بي بي سي" بأنه مرحب بأي قصف يستهدف المسلحين الذين يقودهم "داعش"، لكنه أشار إلى أن بغداد لم تطلب الغارات الجوية التي وقعت الثلاثاء الماضي. (العربية) - القوات العراقية تنفذ إنزالًا في مدينة تكريت بغرض استعادتها من قبضة المسلحين، تحطمت طائرة مروحية تابعة للجيش بعد أن أصابتها نيران المسلحين. (رويترز العربية) علاقات دولية - وفد إسرائيلي من 14 فردًا يغادر قاعة مؤتمر القمة الإفريقية بعد احتجاج من مجموعة الدول العربية المشاركة في المؤتمر المنعقد في مالابو عاصمة غينيا الاستوائية. (يني شفق العربية) |     |       |      |      |
| 26 يونيو 2014 (الخميس) | عدل | تاريخ | راقب | تصفح |

| \| 27 يونيو 2014 (الجمعة) \| عدل \| تاريخ \| راقب \| تصفح \| |     |       |      |      |
| نزاعات مسلحة وهجمات - مقتل فلسطينيين اثنين في قصف استهدف سيارتيهما بالقرب من منزل رئيس وزراء حكومة حماس إسماعيل هنية، فيما انطلقت 3 صواريخ من القطاع على محيط المجلس الإقليمي في عسقلان. (الشرق) علاقات دولية - الاتحاد الأوروبي يوقع اتفاق شراكة مع كل من مولدوفا وجورجيا وأوكرانيا، في خطوة اعترضت عليها روسيا. (روسيا اليوم) - المستشارة الألمانية أنغيلا ميركل تقول إن الاتحاد الأوروبي سيرد بشكل حاسم إذا حدث تأخير في تطبيق خطة السلام التي وضعها الرئيس الأوكراني بترو بوروشنكو. (رويترز العربية) - الاتحاد الأوروبي يرشح جان كلود يونكر، رئيس وزراء لوكسمبورغ السابق، لرئاسة البرلمان الأوروبي. (الحياة) |     |       |      |      |
| 27 يونيو 2014 (الجمعة) | عدل | تاريخ | راقب | تصفح |

| \| 28 يونيو 2014 (السبت) \| عدل \| تاريخ \| راقب \| تصفح \|                                                                       |     |       |      |      |
| نزاعات مسلحة وهجمات - مقتل شخصين في هجوم بالأسلحة النارية استهدف منزل نقيب بالأمن المركزي المصري في شمال سيناء. (سكاي نيوز عربية) |     |       |      |      |
| 28 يونيو 2014 (السبت) | عدل | تاريخ | راقب | تصفح |

| \| 29 يونيو 2014 (الأحد) \| عدل \| تاريخ \| راقب \| تصفح \| |     |       |      |      |
| نزاعات مسلحة وهجمات - تنظيم الدولة الإسلامية في العراق والشام يعلن قيام خلافة إسلامية وينصب قائده أبو بكر البغدادي خليفة عليها. (الشرق الأوسط) سياسة وانتخابات - رجل ياباني في عقده الخامس يشعل النار في نفسه احتجاجًا على مساعي الحكومة اليابانية توسيع استخدام قوات الدفاع الذاتي بحيث يمكن الدفاع عن الدول الحليفة. (بي بي سي العربية) |     |       |      |      |
| 29 يونيو 2014 (الأحد) | عدل | تاريخ | راقب | تصفح |

| \| 30 يونيو 2014 (الإثنين) \| عدل \| تاريخ \| راقب \| تصفح \| |     |       |      |      |
| نزاعات مسلحة وهجمات - العثور على جثث الشبان الإسرائيليين الثلاثة المختطفين منذ 3 أسابيع في حفرة غربي مدينة حلحول في الضفة الغربية. (الجزيرة) - تضاربت الأنباء حول مصير قاعدة سبايكر العسكرية قرب تكريت في العراق، ففي حين قالت مصادر صحفية إن الاشتباكات متواصلة حول القاعدة، أكدت مصادر من الثوار أن المسلحين أحكموا السيطرة بشكل كامل على القاعدة العسكرية. (العربية) - إيران: استعدوا للحرب ستكون هناك كربلاء أخرى، دعا محسن رضائي، أمين مجلس تشخيص مصلحة النظام، خلال زيارة له لإقليم آذربيجان شمال غرب إيران، الأتراك الآذريين إلى التطوع من أجل الحرب في العراق قائلاً: "إن عليهم أن يستعدوا للحرب، وأن هناك عاشوراء وكربلاء أخرى في الطريق". (العربية) |     |       |      |      |
| 30 يونيو 2014 (الإثنين) | عدل | تاريخ | راقب | تصفح |

| أحداث جارية |
| --- |
| - أزمة الدين الحكومي اليوناني - جائحة فيروس كورونا 2019–20 - التدخل العسكري الروسي في أوكرانيا - التدخل العسكري الروسي في سوريا - الحرب الأهلية السورية - الهجوم على شمال غرب سوريا (2024) - الحرب الأهلية السودانية 2023 - عملية طوفان الأقصى - الحرب الفلسطينية الإسرائيلية (الخط الزمني) - صراع حزب الله وإسرائيل (2023–الآن) - - أزمة البحر الأحمر - الهجمات على القواعد الأمريكية في العراق وسوريا 2023 - الأزمة الإنسانية في غزة (2023 – الآن) تفاصيل أكثر النزاعات الجارية أدناه |

| وفيات حديثة |
| --- |
| - 16 مارس: أنطوان كرباج - 16 مارس: إيميلي ديكيني - 17 مارس: لي شاو كي - 17 مارس: أبو إسحاق الحويني - 17 مارس: أبو حمزة - 17 مارس: جون فرازير (لاعب كرة قدم بريطاني) - 18 مارس: قسطنطين رودريغيز - 18 مارس: محمود أبو وطفة - 18 مارس: نادية كاسيني - 18 مارس: ولامير ماركيز - 18 مارس: دينيز باوتشر - 18 مارس: عبد الرحمن حاجي أحمدي - 18 مارس: مارشال راوش - 18 مارس: عصام الدعاليس - 18 مارس: جان ميشيل (سياسي) - 19 مارس: أندريا ديليباشيتش - 19 مارس: هيرنان غودوي - 20 مارس: عثمان سيناف - 20 مارس: إدي جوردان - 20 مارس: نورمان كلارك |

| نزاعات جارية |
| --- |
| - التدخل العسكري الدولي ضد تنظيم الدولة الإسلامية (داعش) - الكاميرون - الحرب الأهلية الكاميرونية - جمهورية إفريقيا الوسطى - حرب جمهورية إفريقيا الوسطى الأهلية (2012–الآن) - جمهورية الكونغو الديموقراطية - تمرد القوات الديمقراطية المتحالفة - صراع كيفو - الحرب الأهلية الأثيوبية (2018-حاليا) - صراع أمهرة [الإنجليزية] - موزمبيق - التمرد الإسلاموي في موزمبيق - نيجيريا - تمرد بوكو حرام - التمرد الإسلامي في الساحل - تمرد الجهاديين في بوركينا فاسو · حرب مالي - الحرب الأهلية الصومالية - الحرب في الصومال (2009–الآن) - السودان - الحرب الأهلية السودانية 2023 - النزاع في أفغانستان - النزاع بين طالبان والدولة الإسلامية في أفغانستان - صراع بنجشير - الهند - التمرد في جامو وكشمير - العصيان الماوي-الناكسالي - إندونيسيا - أزمة بابوا - الصراع الداخلي في ميانمار - الحرب الأهلية في ميانمار (2021-الحاضر) - باكستان - صراع بلوشستان - عصيان خيبر بختونخوا - الصراع الأهلي في الفلبين - التمرد الشيوعي في الفلبين - الحرب الروسية الأوكرانية - الغزو الروسي لأوكرانيا 2022 - صراع العراق (2003–الآن) - التمرد العراقي (2017–الآن) - صراع إسرائيل وغزة - الحرب الفلسطينية الإسرائيلية 2023 - هجمات الحوثيين على إسرائيل (2023 - 2024) - الحرب الأهلية السورية - التدخل الأجنبي في الحرب الأهلية السورية - تركيا - الولايات المتحدة - اليمن - الحرب الأهلية اليمنية (2014–الآن) - التدخل العسكري في اليمن |